# Sortosville-en-Beaumont
Sortosville-en-Beaumont is een gemeente in het Franse departement Manche (regio Normandië) en telt 317 inwoners (1999). De plaats maakt deel uit van het arrondissement Cherbourg-Octeville.

## Geografie
De oppervlakte van Sortosville-en-Beaumont bedraagt 10,2 km², de bevolkingsdichtheid is 31,1 inwoners per km².
De onderstaande kaart toont de ligging van Sortosville-en-Beaumont met de belangrijkste infrastructuur en aangrenzende gemeenten.

## Demografie
Onderstaande figuur toont het verloop van het inwonertal (bron: INSEE-tellingen).

1. ↑  Populations de référence 2022.